# Marco Zanni
Marco Zanni (Lovere, 11 luglio 1986) è un politico italiano, europarlamentare dal 2014 al 2024 e presidente del gruppo europeo Identità e Democrazia dal 2019 al 2024.

## Biografia
Nato a Lovere, in provincia di Bergamo, si è laureato in economia aziendale presso l'Università commerciale Luigi Bocconi, con una specializzazione conseguita presso l'ESADE Business School di Barcellona. Terminati gli studi, è stato assunto dalla banca d'investimento Banca IMI del gruppo Intesa SanPaolo.
L'11 settembre 2006 ha salvato due bambini che stavano annegando nel lago d'Iseo. Per questo gesto ha ricevuto la medaglia di Bronzo al merito civile.

## Attività politica

### Elezione al Parlamento europeo
Alle elezioni europee del 2014 è stato eletto europarlamentare per il Movimento 5 Stelle, con 16 940 preferenze nella circoscrizione Italia nord-occidentale.
Membro del gruppo Europa della Libertà e della Democrazia Diretta (EFDD), diventa membro titolare delle commissioni Affari economici e monetari (ECON) e Bilancio (BUDG). È il primo firmatario della mozione di censura contro la Commissione Juncker dopo lo scandalo Luxleaks. Diventa membro della commissione speciale TAXE (e successivamente di TAXE2), nata proprio su pressione di alcuni gruppi parlamentari dopo lo scandalo.

#### Abbandono M5S e adesione alla Lega
L'11 gennaio 2017, a seguito del tentativo del Movimento 5 Stelle di aderire al gruppo ALDE, decide di lasciare il partito e il gruppo EFDD, entrando come indipendente nel gruppo Europa delle Nazioni e della Libertà (ENF), a cui aderiva la Lega Nord di Matteo Salvini.
Successivamente, il 15 maggio 2018, aderisce ufficialmente alla Lega di Matteo Salvini e l'11 marzo 2019 ne viene nominato responsabile Esteri.

### Presidente di Identità e Democrazia
Zanni viene candidato alle elezioni europee del 2019 con la Lega nella circoscrizione Nord-Ovest, venendo eletto con 18.019 voti.
Il 13 giugno 2019 viene eletto presidente di Identità e Democrazia, neonato gruppo europeo di cui fa parte la delegazione della Lega. Dopo alcune trattative con il PPE, il 16 luglio Zanni annuncia il voto contrario degli eurodeputati leghisti alla candidata Ursula von der Leyen come nuova presidente della Commissione europea.
Il 1º aprile 2021 accompagna Matteo Salvini a Budapest per discutere la creazione di una piattaforma europea comune con il partito del primo ministro ungherese Viktor Orbán e del primo ministro polacco Mateusz Morawiecki.
Zanni non si ricandida alle elezioni europee del 2024.

## Posizioni politiche
Dal 2014 evidenzia i limiti e gli squilibri dell’unione economica e monetaria a partire dal Trattato di Maastricht. La critica si concentra sulle asimmetrie e sulla disparità generata dalla legislazione europea, in particolare attraverso regole fiscali stringenti che non prevedono meccanismi sostenibili di riequilibrio tra Paesi. Ha organizzato un ciclo di convegni critici sull'Unione Europea presso il Parlamento europeo con esponenti accademici nazionali e internazionali.
Ha chiesto più volte la revisione del patto di stabilità e il ripensamento dei vincoli di bilancio, condannando l'austerità post-crisi del 2011.
Ha denunciato le distorsioni dell'Unione Bancaria in particolare la disparità di trattamento, da parte delle autorità europee di vigilanza, tra i crediti deteriorati e le esposizioni in derivati e in titoli illiquidi.
Profondo sostenitore dell'alleanza con gli Stati Uniti, ha criticato più volte l'eccessiva penetrazione cinese nell'economia italiana ed europea.
Dal dicembre 2020 ha sollecitato la Commissione Europea guidata da Ursula von der Leyen a fare chiarezza sulla strategia vaccinale dell'Unione Europea, evidenziando le falle nell'approvvigionamento di vaccini anti-covid.

## Vita privata
È sposato e ha un figlio.